# União das Universidades do Mediterrâneo
A União das Universidades do Mediterrâneo (em italiano:  Unione delle università del Mediterraneo, em francês:  Union des universités de la Méditerranée, em inglês:  Mediterranean Universities Union, UNIMED), é uma rede de cento e quarenta universidades, situadas nos países da bacia do Mediterrâneo. A sua sede está situada em Roma, na Itália.
Foi fundada em 1991, com o objetivo de promover o conhecimento histórico e humanístico entre as diferentes culturas mediterrâneas, com uma abordagem baseada na multidisciplinaridade, alcançando maior desenvolvimento económico, social e integração cultural entre as diferentes margens do Mediterrâneo.

## Membros
| Países    | Universidades |
| --------- | --- |
| Albânia   | Universidade Europeia de Tirana Universidade Metropolitana de Tirana Universidade Aleksandër Moisiu Durrës |
| Argélia   | Universidade de Argel Benyoucef Benkhedda Universidade de Bouira Universidade 2 de Sétif |
| Catar     | Instituto de Pós-Graduação de Doa |
| Chipre    | Universidade Tecnológica de Chipre Universidade Americana de Cirénia Universidade Neápolis de Pafos Univesidade de Chipre |
| Cossovo   | Universidade Fehmi Agani de Gjakova |
| Egito     | Academia Árabe de Ciência, Tecnologia e Transporte Marítimo Universidade de Matru Universidade de Alexandria Universidade do Cairo Universidade da Cidade de Sadat |
| Espanha   | Universidade de Barcelona Universidade de Granada Universidade de Gerunda Universidade de Múrcia |
| Finlândia | Universidade de Tampere |
| França    | Universidade de Aix-Marselha Universidade de Mompilher Universidade Paris 1 Panthéon-Sorbonne Universidade de Ruão-Normandia Universidade de Estrasburgo |
| Grécia    | Universidade Nacional Capodistriana de Atenas |
| Iémen     | Universidade de Adem |
| Iraque    | Universidade de Dohuk Universidade Politécnica de Duhok Universidade Técnica do Médio Oriente |
| Itália    | Universidade de Roma Foro Itálico Universidade de Chieti-Pescara Universidade Telemática Internacional UniNettuno Universidade Livre de Língua e Comunicação de Milão Universidade Internacional de Roma Universidade IUAV de Veneza Universidade Livre Mediterrânica Universidade Link Campus Universidade Politécnica das Marcas Universidade Telemática Universitas Mercatorum Universidade Telemática Pegaso Instituto Politécnico de Turim Universidade de Roma "La Sapienza" Universidade de Tuscia Universidade de Veneza Universidade de Bari Universidade de Bolonha Universidade de Cálhari Universidade da Calábria Universidade da Catânia Universidade para Estrangeiros de Perúgia Universidade de Messina Universidade de Módena e Régio da Emília Universidade de Pádua Universidade de Palermo Universidade de Pavia Universidade de Perúgia Universidade de Pisa Universidade do Salento Univesidade de Sássari Universidade de Siena Universidade de Téramo Universidade de Urbino |
| Jordânia  | Universidade Al-Ahliyya de Amã Universidade Al al-Bayt Universidade Árabe de Amã Universidade Privada de Ciências Aplicadas Universidade Tecnológica de Ácaba Universidade Isra Universidade do Médio Oriente Universidade Tecnológica Princesa Sumaya Universidade da Jordânia Universidade de Petra Universidade de Jarmuque Universidade de Zarqa |
| Líbano    | Universidade Antoniana Universidade Libanesa Universidade Internacional do Líbano Universidade Espírito Santo de Kaslik Universidade Internacional de Beirute |
|           | Universidade Azzaytuna Universidade do Golfo de Sidra Academia Líbia de Misurata Universidade Médica Internacional da Líbia Universidade de Nalute Universidade Omar Al-Mukhtar Universidade de Al Jufrah Universidade Al-Mergib Universidade de Gariã Universidade de Sábrata Universidade de Saba Universidade de Bengasi Universidade de Sirte Universidade de Trípoli Universidade de Tobruque Universidade de Zauia |
| Marrocos  | Instituto de Agronomia e Medicina Veterinária Hassan II Universidade Maomé V Universidade Ibn Tofail Universidade Cide Maomé ibne Abedalá |
| Omã       | Colégio do Médio Oriente |
| Palestina | Universidade Nacional An-Najah Universidade Islâmica de Gaza Universidade de Belém Universidade de Birzeit Colégio Universitário de Ciências Aplicadas de Gaza Universidade Aberta de Al-Quds Universidade Técnica Palestina – Kadoorie Universidade Árabe-Americana |
| Portugal  | Universidade de Évora Universidade de Trás-os-Montes e Alto Douro |
| Síria     | Academia de Ciências da Saúde Universidade Al-Baath Universidade Al-Furat Universidade Privada de Al-Hawash Universidade Privada de Al-Sham Universidade Internacional Árabe Universidade Árabe de Ciência e Tecnologia Universidade de Idlib Universidade de Manara Universidade Tishreen Universidade do Al-Ândaluz Universidade de Alepo Universidade de Damasco Universidade de Hama |
| Tunísia   | Universidade de Cairuão Universidade El Manar de Tunes Universidade da Manouba Universidade de Susa Universidade de Sfax Universidade de Tunes Universidade de Cartago Universidade Virtual de Tunes Universidade de Monastir |
| Turquia   | Universidade de Aidim-Istambul Universidade Celal Bayar de Manisa Universidade do Bósforo Universidade Süleyman Demirel |